# 尉迟敬德
尉迟敬德（585年—658年12月26日），名融（后世史書载名恭），字敬德，以字行，墓志称其为河南洛阳人，史传称其为朔州善阳（今山西省朔州市）人，隋末唐初军事人物，凌烟阁二十四功臣之一，贈司徒兼并州都督，諡忠武，賜陪葬昭陵。

## 生平
出身将门世家，曾祖尉迟本真，担任北魏冠军将军，祖父尉迟梦都，担任北齐济州刺史，父亲尉迟伽担任过隋朝仪同等职务，隋煬帝大業末，敬德从军于高阳，以武勇称，累授朝散大夫。隋大业十三年刘武周起兵，收罗敬德为偏将，与宋金刚南侵，陷晋、浍二州。敬德破永安王李孝基，俘虏李孝基、獨孤懷恩、唐俭等。
武德三年（620年），秦王李世民征刘武周，刘武周令敬德与宋金刚在介休抵御。李世民遣任城王李道宗、宇文士及前往劝降。敬德与寻相举城投降。世民大悦，赐以曲宴，引为右一府统军。曾随秦王李世民攻打王世充、窦建德、刘黑闼有功，授王府左二副护军。

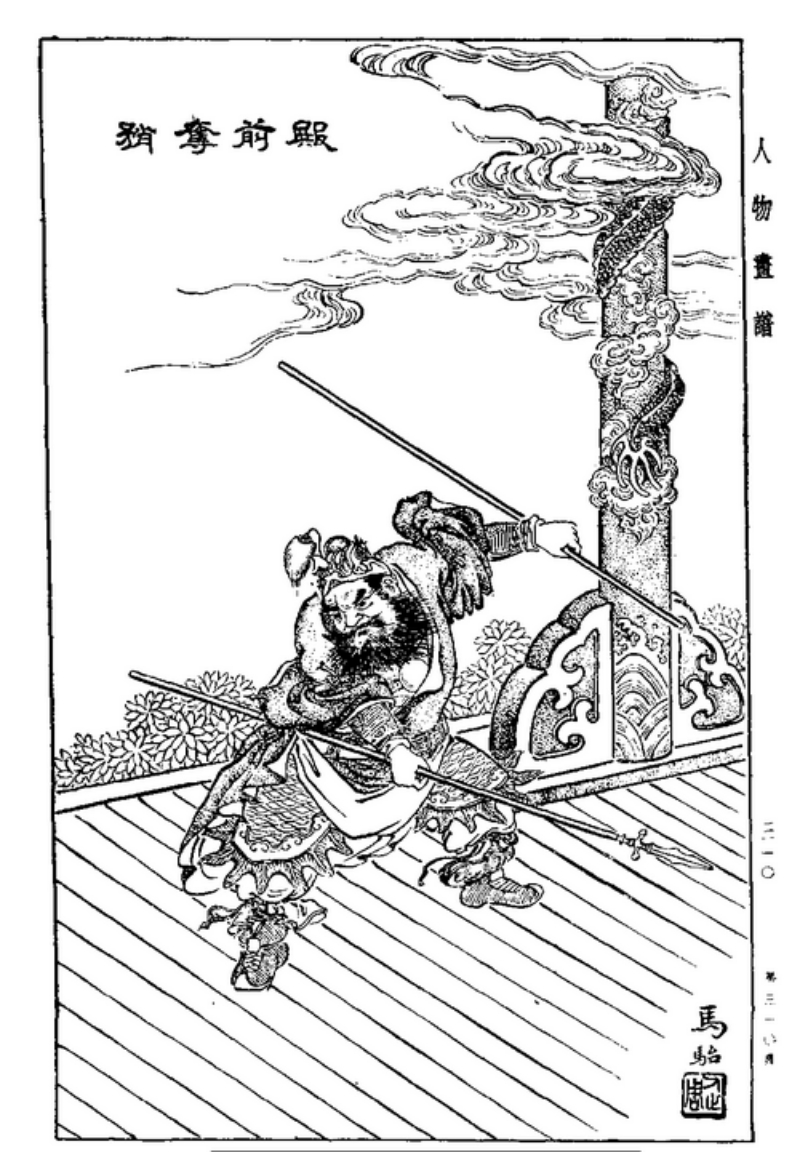
尉遲敬德殿前奪矟

唐高祖第四子齐王李元吉善马槊，听闻敬德擅长避槊，轻视之，想亲自试探敬德的本事，约定去掉槊刃，用竿互相刺。敬德却说即使有刃的槊也不能伤到自己，只去掉自己的槊刃，李元吉却始终不能用有刃的槊刺中敬德。李世民又命敬德夺取李元吉手中的槊，李元吉骑着马拿槊要刺敬德，但不一会儿就被敬德三次夺槊。李元吉素来骁勇，惊叹于敬德的本事，也引以为耻。
高祖武德九年六月初四庚申日（公元626年7月2日），玄武門之變中，敬德事前事後出力甚多，在齐王李元吉意图扑杀李世民时射杀李元吉，携带兵器至李渊榻前逼迫李渊下手敕获取兵权，割下太子李建成与李元吉的头颅扔向其亲兵队使其失去战意，建议不要屠杀东宫和齐王府中僚属。以共授左卫率。升右武候大将军，封吴国公。突厥南下时，担任泾州道行军总管。
敬德所得财，必散之士卒。颇以功自负，与朝廷宰相不和，後出为襄州都督，迁同州刺史。史載：尝侍宴庆善宫，有班其上者，敬德曰：“尔何功，坐我上？”任城王道宗解喻之，敬德勃然大怒，一拳揮出，差點把道宗眼睛打瞎。太宗大怒，罢，隔日召让曰：“朕观汉史，尝怪高祖（劉邦）时功臣少全者。今视卿所为，乃知韩、彭（韓信、彭越）夷戮，非高祖过。国之大事，惟赏与罚，横恩不可数得，勉自修饬，悔可及乎！”敬德顿首谢。后改封鄂国公，历鄜州、夏州二州都督。贞观十九年（645年），随太宗攻高句丽，诏以本官行太常卿，为左一马军总管，师还，致仕。敬德晚年谢宾客不与通，“穿築池台，崇飾羅綺，嘗奏清商樂以自奉養”。又饵云母粉，飛煉金石，为方士术延年，凡十六年。顯慶三年（658年）卒，唐高宗廢朝三日，詔京官五品以上及朝集使赴第臨弔，冊贈司徒、并州都督，諡曰忠武，陪葬昭陵。生子尉迟宝琳，孙尉迟循毓，潞王府仓曹参军。

## 傳說
传说敬德面如黑炭，擅使鐵鞭，騎烏騅馬，據西遊記一書，敬德与秦琼因保護唐太宗李世民免於龍王鬼魂之犯，成为两位道教传统门神，敬德年少時曾為鐵匠，後世鐵匠常奉之為職業守護神。1972年在陝西出土的尉遲恭墓誌之銘記載「公諱融，字敬德，河南洛陽人也。重山昭慶，玉理導其昌源；流星隆祉，石紐開其遠胄。自幽都北徙，弱水西浮，派別枝分，承家啟祚。曾祖本真，後魏西中郎將、冠軍將軍、漁陽懋公，贈六州諸軍事、幽州刺史。祖孟都，齊左兵郎中、金紫光祿大夫，周濟州刺史。並風神秀朗，器宇環傑。宗七萃於兵鈐，控六條於刺舉。父伽，隋儀同，皇朝贈汾州刺史、幽州都督、幽檀媯易平燕等六州諸軍事、幽州刺史、常寧安公。襟清懸鏡，量澈澂陂。道悠運倏，中年早謝。聖朝永懷遣范，縟禮追榮。恩洽九原，寵光千載。」尉遲敬德與妻蘇氏父以上三代均是高官，顯然稱「打鐵匠」是平民百姓對於尉遲敬德的一種身分認同的感情寄望。

## 戲曲小說

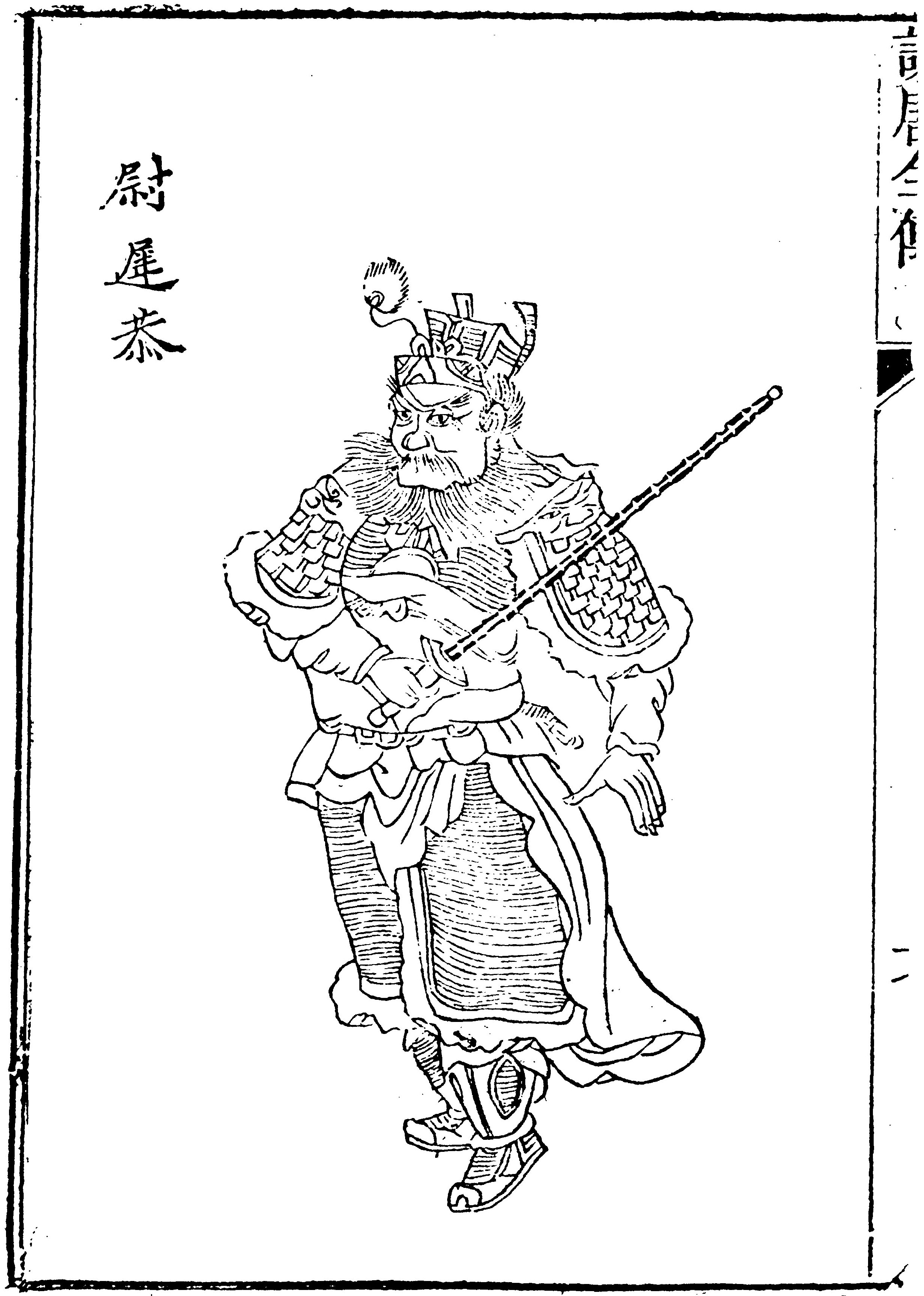
《說唐演義全傳》尉遲恭

文藝作品中，皆為名恭字敬德。有關尉遲恭的小說與戲碼雖多，但都不是主要的核心主角。除了隋唐演義中的戲份頗多之外，在其餘的如羅通掃北中雖有登場，但不是主要人物；薛仁貴征東中則算是主要配角：與老將秦瓊爭奪征高麗的主帥，秦瓊失敗還受傷，因此被秦瓊之子秦懷玉仇視，唐太宗為了安撫秦懷玉，將公主下嫁。日後為了保薛仁貴等「伙頭軍」，與張士貴等人槓上，令張士貴等人在罪證確鑿下伏法。在薛丁山征西時為了要證明薛仁貴的清白，以死進諫，自殺身亡。

## 家世

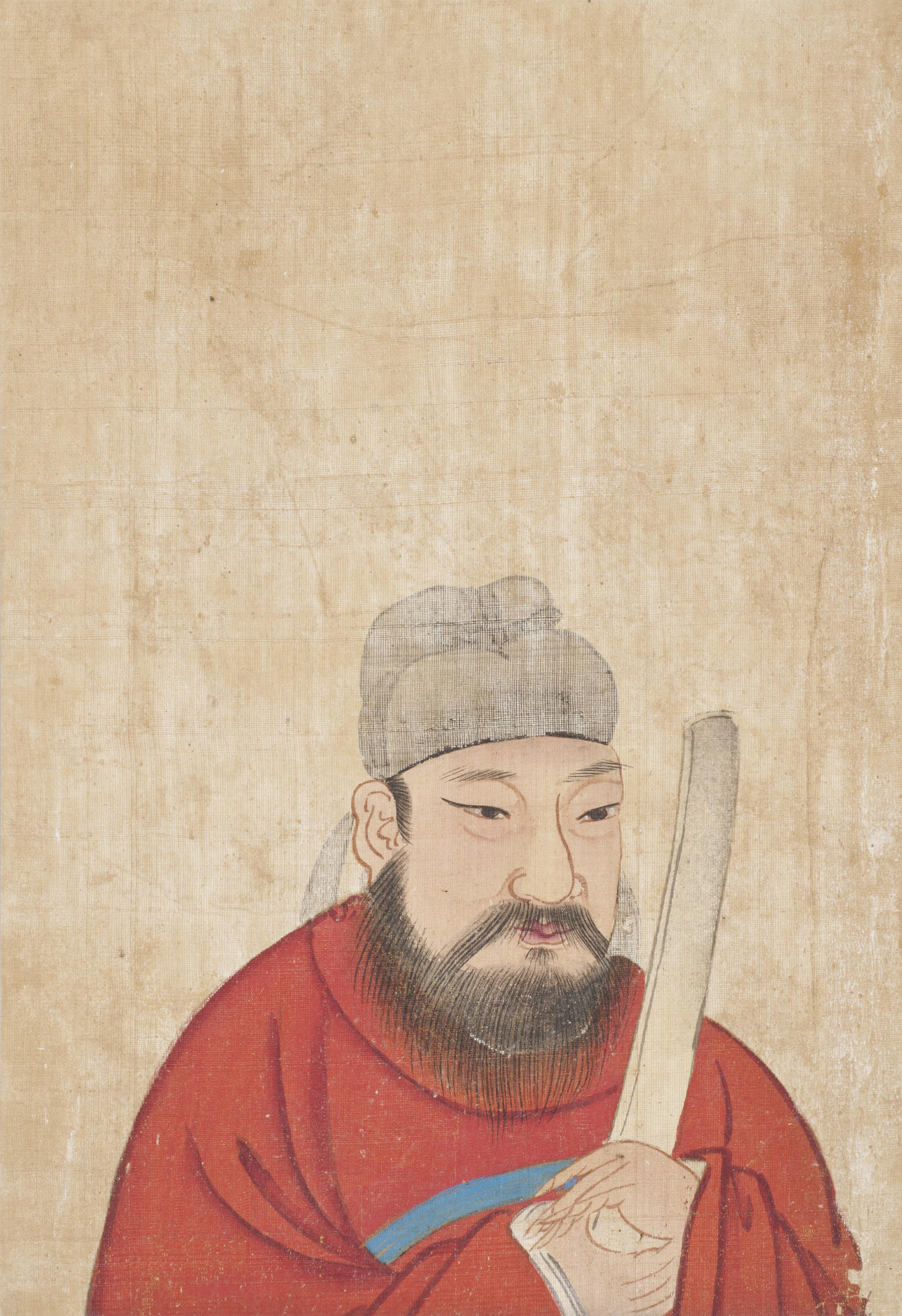
尉迟敬德

尉迟氏係鲜卑人尉迟部出身，北魏孝文帝漢化，遷都洛城，有八氏十姓，三十六族九十二姓，并号河南洛阳人。尉迟氏即属于代北虏姓之列，郡望河南洛阳。
尉迟敬德墓志载：
- 曾祖：尉迟本真，后魏中郎将、冠军将军、渔阳郡开国公，赠六州诸军事、幽州刺史，谥号曰懋。
- 祖：尉迟孟都，齐左兵郎中、金紫光禄大夫、周济州刺史。
- 父：尉迟伽，隋仪同，皇朝赠汾州刺史、幽州都督、幽、檀、妫、易、平、燕等六州诸军事、幽州刺史、常宁安公。中年早逝。
- 发妻：苏娬（589年—613年6月21日），京兆始平人。
- 后妻：姓氏不详，在敬德之后去世。
  - 子：尉迟宝琳，袭爵鄂国公。官银青光禄大夫、上柱国、卫尉少卿。
    - 孙：尉迟循毓，潞王府仓曹参军。
    - 孙：尉迟循寂，（《元和姓纂》作脩寂）。
    - 孙：尉迟循俨，（《元和姓纂》作脩俨）。
    - 孙女：尉迟氏，嫁秦琼子秦□道（墓志铭阙字）。[4]
- 弟或堂弟：尉迟绍宗，左屯卫将军、卫尉卿、江油县开国公（按《元和姓纂》和《宋高僧传》窥基传，尉迟绍宗为尉迟罗之子，尉迟敬德从兄弟。而高邮县尉尉迟恕墓志，则曰：鄂国生卫尉卿讳绍宗，以孝友知名；卫尉生邛州使君讳瓌，以理行著称。《全唐文》杜鹏举神道碑：夫人河南郡君，尉迟鄂国公之孙（裔孙的意思），邛州刺史瓌之女也。）
  - 侄或堂侄：僧窥基，玄奘弟子，唯识宗第二祖。
    - 孙：尉迟瓌，邛州刺史[5]。
      - 曾孙：尉迟贝，亳州司兵参军，子尉迟愻、尉迟恕[6]。
      - 曾孙女：尉迟氏，河南郡君，嫁安州刺史杜鹏举。[7]

  - 子：尉迟宝琪。

## 官职、爵位
尉迟敬德曾任
- 隋开皇五年（585年）出生
- 隋炀帝末年，朝散大夫、正议大夫
- 刘武周帐下偏将
- 降唐，为秦王府右一府统军
- 秦王府左二副护军
- 武德九年（626年），任皇太子李世民的太子左卫率
- 貞觀元年（627年），右武侯大将军、赐爵吴国公，实封一千三百户、泾州道行军总管
- 贞观四年（630年），襄州都督、襄鄀邓淅唐五州诸军事、襄州刺史
- 贞观八年（634年），灵州都督、盐环静等四州诸军事、灵州刺史，寻加光禄大夫、行同州刺史
- 贞观十一年（637年），封建功臣，册拜使持节宣州诸军事、宣州刺史，徙封鄂国公，食宣州实封一千三百户
- 拜光禄大夫、行鄜州都督、鄜坊丹延四州诸军事、鄜州刺史
- 贞观十六年（642年），又以本官检校夏州都督、夏绥银三州诸军事、夏州刺史
- 贞观十七年（643年），以开府仪同三司致仕，图形于凌烟阁
- 贞观十八年（644年），唐太宗征讨高句丽，为左一马军大总管
- 显庆三年十一月二十六日（658年12月26日），在隆政里私第去世，享年七十四，追赠司徒、并州都督，谥号忠武。

## 尉迟恭碑和墓志铭
尉迟恭碑为陕西醴泉县昭陵陪葬碑之一。许敬宗撰文，书者不详。碑额篆书题：“大唐故司徒并州都督鄂国忠武公之碑”。碑文共41行，每行78字。此碑明朝年间出土时，上半部已泐甚，下截存1000余字，今北京图书馆藏有拓本。碑文《文苑英华》、《全唐文》有载。

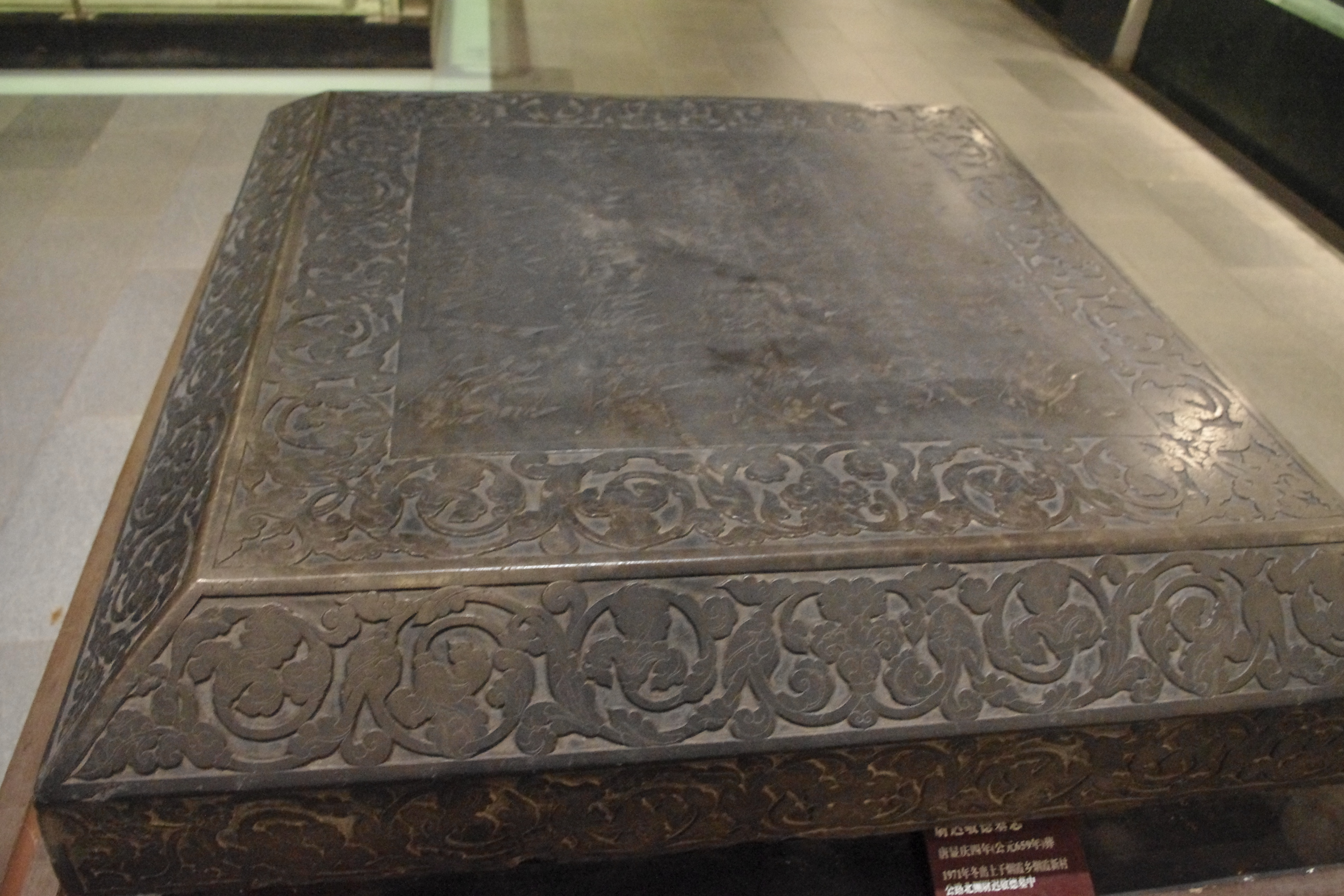
昭陵博物馆所藏尉迟敬德墓志

尉迟恭和夫人蘇娬的墓志铭于1971年在西安昭陵内出土，现藏昭陵博物馆。其墓志中所载名为“融”，神道碑上的名字已经磨灭不见，而《尉迟恭碑》《文苑英华》则称尉迟恭，《文苑英华》讹误甚多，不足为凭。尉迟恭之名始见于北宋，唐及五代著作中尚未有见称“尉迟恭”者。《太平广记》卷一四六“尉迟敬德”条称其为“尉迟公”，可能讹传为“尉迟恭”。其祖父之名，《文苑英华》所录尉迟敬德碑文作“大父益都”，墓志为“祖孟都”，“益”字显然系“孟”字之误。墓志载敬德“终于隆政里之私第”，据徐松《唐两京城坊考》卷四，长安朱雀门街西第三街有“隆政坊”，玄宗时改“布政坊”。